# Raudokssjöarna
Raudokssjöarna ingår i en grupp småsjöar, se Raudoksjöarna, i Arjeplogs kommun i Lappland och ingår i Skellefteälvens huvudavrinningsområde. Sjön har en area på 0,122 kvadratkilometer och ligger 437 meter över havet. Sjön avvattnas av vattendraget Rimojåkåtj.
Namnet är en blandning mellan samiska och svenska. Förleden kommer från rautu som är samiska för röding.

## Delavrinningsområde
Raudokssjöarna ingår i det delavrinningsområde (736300-155792) som SMHI kallar för Mynnar i Hornavan. Medelhöjden är 479 meter över havet och ytan är 13,57 kvadratkilometer. Räknas de 2 avrinningsområdena uppströms in blir den ackumulerade arean 34,74 kvadratkilometer. Rimojåkåtj som avvattnar avrinningsområdet har biflödesordning 2, vilket innebär att vattnet flödar genom totalt 2 vattendrag innan det når havet efter 314 kilometer. Avrinningsområdet består mestadels av skog (87 procent). Avrinningsområdet har 0,8 kvadratkilometer vattenytor vilket ger det en sjöprocent på 5,9 procent.